# Sant Joan Baptista de Porta
Sant Joan Baptista de Porta és l'església parroquial del poble de Porta, en el terme comunal d'aquest mateix nom, a la comarca de l'Alta Cerdanya, de la Catalunya del Nord.
L'església és al centre de la població, a la cantonada nord dels carrers del Campcardós i de l'Església. Tenia el cementiri al costat de migdia de l'església, ara convertit en plaça. El cementiri actual és a l'extrem sud de la població.
És un edifici senzill, cobert amb una teulada a doble vessant, amb un campanar format per una petita torre de planta quadrada, coberta amb teulada piramidal, situada a l'angle sud-oest de l'església.